# Dru Drury

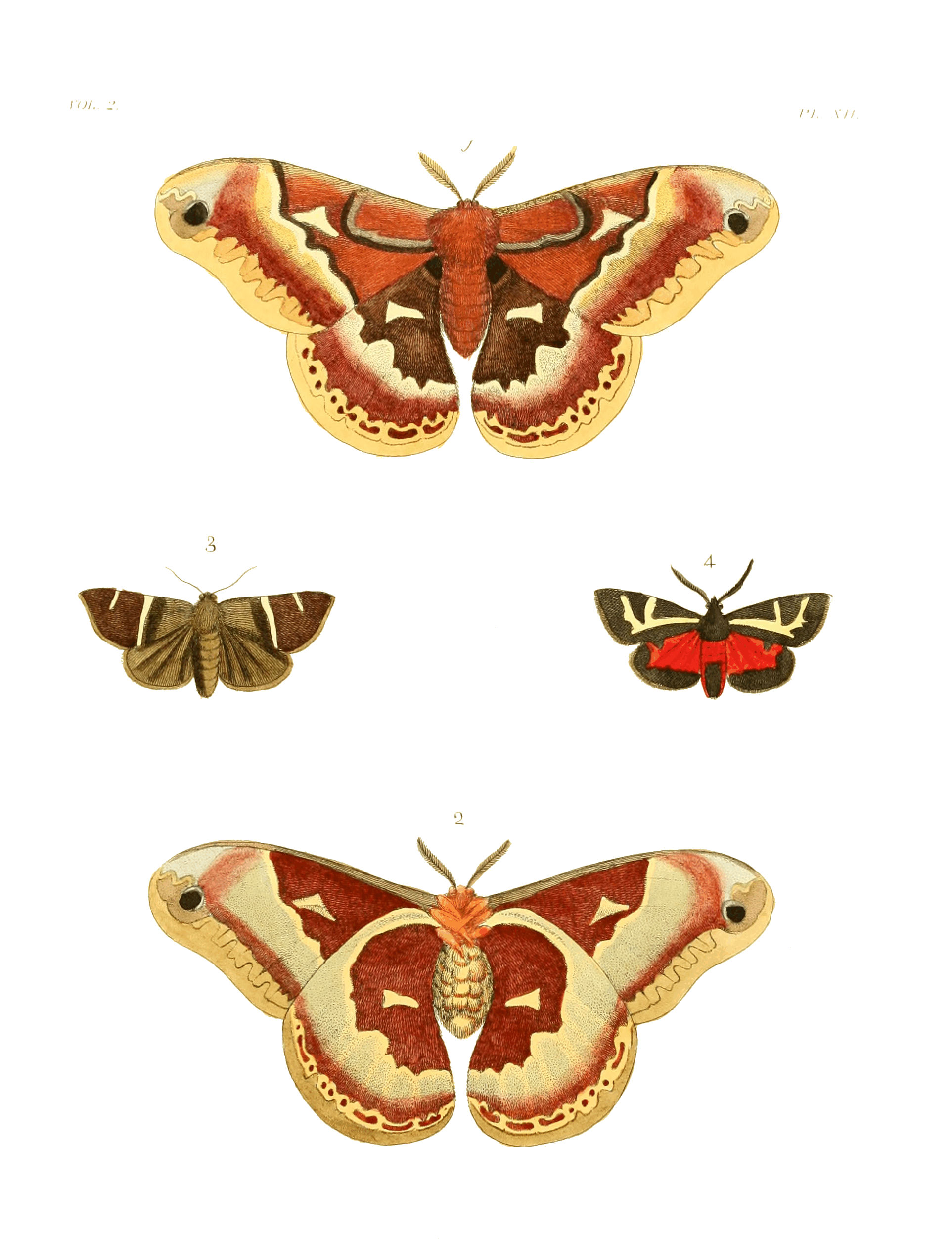
Illustrations of Exotic Entomology

Dru Drury (4 de febrero de 1725, -15 de enero de 1804) fue un entomólogo británico, uno de los más importantes de su tiempo.

## Biografía
Drury nació en la calle Wood Lane, Londres. Su padre era orfebre y Dru tomó las riendas del negocio en 1748. Se retiró como platero en 1789 para dedicar todo su tiempo a la entomología. Fue el presidente de la Sociedad de entomólogos de Londres desde 1780 hasta 1782.
De 1770 a 1787 publicó las ilustraciones de tres volúmenes de Historia Natural, donde se exhiben más de 240 figuras de insectos exóticos, que luego fue revisado y reeditado bajo el título de Ilustraciones exóticas de entomología en 1837. Drury también fue coleccionista; su prolífica colección comprende más de 11 000 ejemplares de insectos. Murió en Turnham Green y fue enterrado en St Martin-in-the-Fields.

## Abreviatura (zoología)
La abreviatura Drury  se emplea para indicar a Dru Drury como autoridad en la descripción y taxonomía en zoología.